# Налитабари (подокруг)
Налитабари (бенг. নালিতাবাড়ি, англ. Nalitabari) — подокруг на севере Бангладеш. Входит в состав округа Шерпур. Административный центр — город Налитабари. Площадь подокруга — 327,61 км². По данным переписи 1991 года численность населения подокруга составляла 256 332 человека. Плотность населения равнялась 691 чел. на 1 км². Уровень грамотности населения составлял 19,35 %. Религиозный состав: мусульмане — 91,94 %, индуисты — 4,65 %, христиане — 2,13 %, прочие — 1,28 %.